# Noebchaas (13e dynastie)
Noebchaas (De Gouden [= Hathor] verschijnt) was een oud-Egyptische koningin uit de 13e dynastie. Tot op heden is zij enkel bekend van haar stèle in het Louvre en van enkele latere verwijzingen. De stele is het hoofdmonument van de koningin. Daarop staat haar afkomst vermeld, de andere leden van de koninklijke familie, waarvan velen met hoge posities. Zij kunnen worden terug gedateerd tot ongeveer de tijd van koning Sobekhotep IV en koningin Hapioe. Noebchaas' moeder was Doeaneferet, die getrouwd was met Dedoesobek, de schrijver van de vizier.
Noebchaas' echtgenoot staat niet vermeld. Men neemt aan dat hij zich onder de opvolgers van Sobekhotep IV bevond, aangezien diens vrouw, Hapioe, wel bekend is en Noebchaas tot de generatie na Sobekhotep IV behoort. Het zou dan Sobekhotep V, Sobekhotep VI of Wahibre Ibiau zijn geweest. Khons was een dochter van de koningin, en die huwde een vizier die uit Elkab kwam.

## Titels
Noebchaas droeg als koninklijke titels:
- Grote koninklijke vrouwe (hmt-niswt-wrt)
- Chenemetneferhedjet (Zij die zich met de Witte Kroon verenigt) (khnmt-nfr-hdjt)
- Koninklijke moeder (mwt-niswt)